# Mingalazedi
Le Mingalazedi (birman မင္ဂလာစေတီ) est le plus tardif des monuments bouddhiques de Bagan, au Myanmar. Il a été achevé par le roi Narathihapati en 1284, trois ans avant la chute du royaume de Pagan devant les mongols.
C'est un stûpa de brique, basé sur le modèle du Dhammayanzika, mais qui repose sur trois terrasses carrées, décorées de plaques de terre-cuite illustrées de scènes des Jâtaka. Le stupa lui-même est en cloche, surmonté d'un hti orné de joyaux.